# 삼일초등학교 (울산)
삼일초등학교는 대한민국 울산광역시 중구 서동에 있는 초등학교다.

## 학교 연혁
- 1994. 03. 01 삼일초등학교 개교(27학급)
- 1999. 11. 09 울산광역시교육청 지정 교육정보화 시범학교 운영
- 2001. 11. 15 울산광역시 주관 학교평가 최우수 입상
- 2002. 11. 01 교실수업방법 개선 연구학교 보고회 개최
- 2009. 09. 11 하반기 교원능력개발평가 선도학교 운영
- 2010. 09. 01 제7대 유순덕 교장선생님 취임
- 2011. 03. 01 학력신장 선도학교 운영
- 2013. 03. 01 부산교육대학교 교육실습 협력학교 운영
- 2013. 07. 01 도서관 선도학교 운영
- 2013. 12. 11 제3회 학교 독서교육 대상 수상
- 2014. 02. 21 제20회 졸업(졸업생 128 총 4,218명)
- 2014. 03. 01 25학급 편성(특수학급1), 유치원 3학급